# ژان-فرانسوا لاریوس
ژان-فرانسوا لاریوس (فرانسوی: Jean-François Larios‎؛ زادهٔ ۲۷ اوت ۱۹۵۶) بازیکن سابق فوتبال اهل فرانسه است.
از باشگاه‌هایی که در آن بازی کرده‌است می‌توان به باشگاه فوتبال مون‌پلیه، باشگاه فوتبال المپیک لیون، باشگاه فوتبال سن-اتین، باشگاه فوتبال اتلتیکو مادرید، باشگاه فوتبال نیس، باشگاه فوتبال استراسبورگ، و باشگاه فوتبال باستیا اشاره کرد.
وی همچنین در تیم ملی فوتبال فرانسه بازی کرده‌است.